# Francis Winnington (Politiker, 1634)

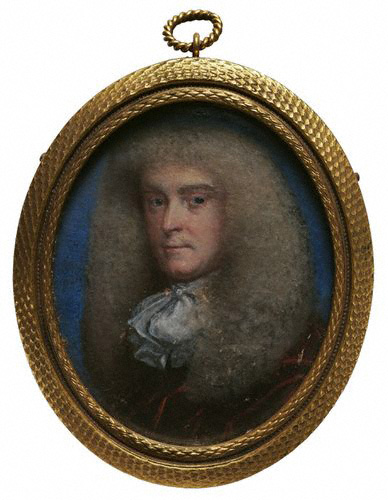
Francis Winnington (um 1670)

Sir Francis Winnington (* 7. November 1634; † 1. Mai 1700) war ein englischer Jurist und Politiker.

## Leben
Francis Winnington war der Sohn von John Winnington. Er studierte an der Juristenschule New Inn und wurde 1656 in den Middle Temple aufgenommen. 1660 erfolgte seine Zulassung als Anwalt. 1672 wurde er Bencher des Middle Temple. Am 17. Dezember desselben Jahres wurde er zum Knight Bachelor geschlagen. Von 1672 bis 1674 war er Attorney-general für den Duke of York. 1673 wurde er Kronanwalt. Von 1674 bis 1679 war er Solicitor-General unter Karl II. 1677 wurde er bei einer Nachwahl im Borough New Windsor in das House of Commons gewählt und übernahm damit den vakanten Sitz des verstorbenen Richard Braham. 1679 wechselte Winnington in das Borough Worcester, das er bis 1685 als Abgeordneter vertrat. Nachdem Sir Henry Capell (1638–1696) im April 1692 zum Baron Capell of Tewkesbury erhoben wurde und damit aus dem Unterhaus ausschied, ergab sich für Winnington die Möglichkeit in das House of Commons zurückzukehren. Mit seiner erfolgreichen Kandidatur bei der entsprechenden Nachwahl im November 1692 und der folgenden regulären Wahl 1695 gehörte er dem Unterhaus von 1692 bis 1698 als Abgeordneter für das Borough Tewkesbury an. Bei den Unterhauswahlen 1698 verzichtete er auf eine erneute Kandidatur.
Am 29. Dezember 1659 heiratete er Elizabeth Herbert. Aus der Ehe ging eine Tochter hervor. In zweiter Ehe war Winnington mit Elizabeth Salwey, einer Tochter von Edward Salwey, verheiratet, die nach dem Tod ihres Bruders das Anwesen Stanford Court in Stanford-on-Teme, Worcestershire, erbte. Aus der Ehe gingen vier Söhne, unter anderem Salwey Winnington und Edward Jeffreys, sowie zwei Töchter hervor. Der Abgeordneter Francis Winnington ist sein Enkel.
Winnington war Freeman von Bewdley (1676), von Windsor (1677) und von Worcester (1679).